# Monts d'Arrée

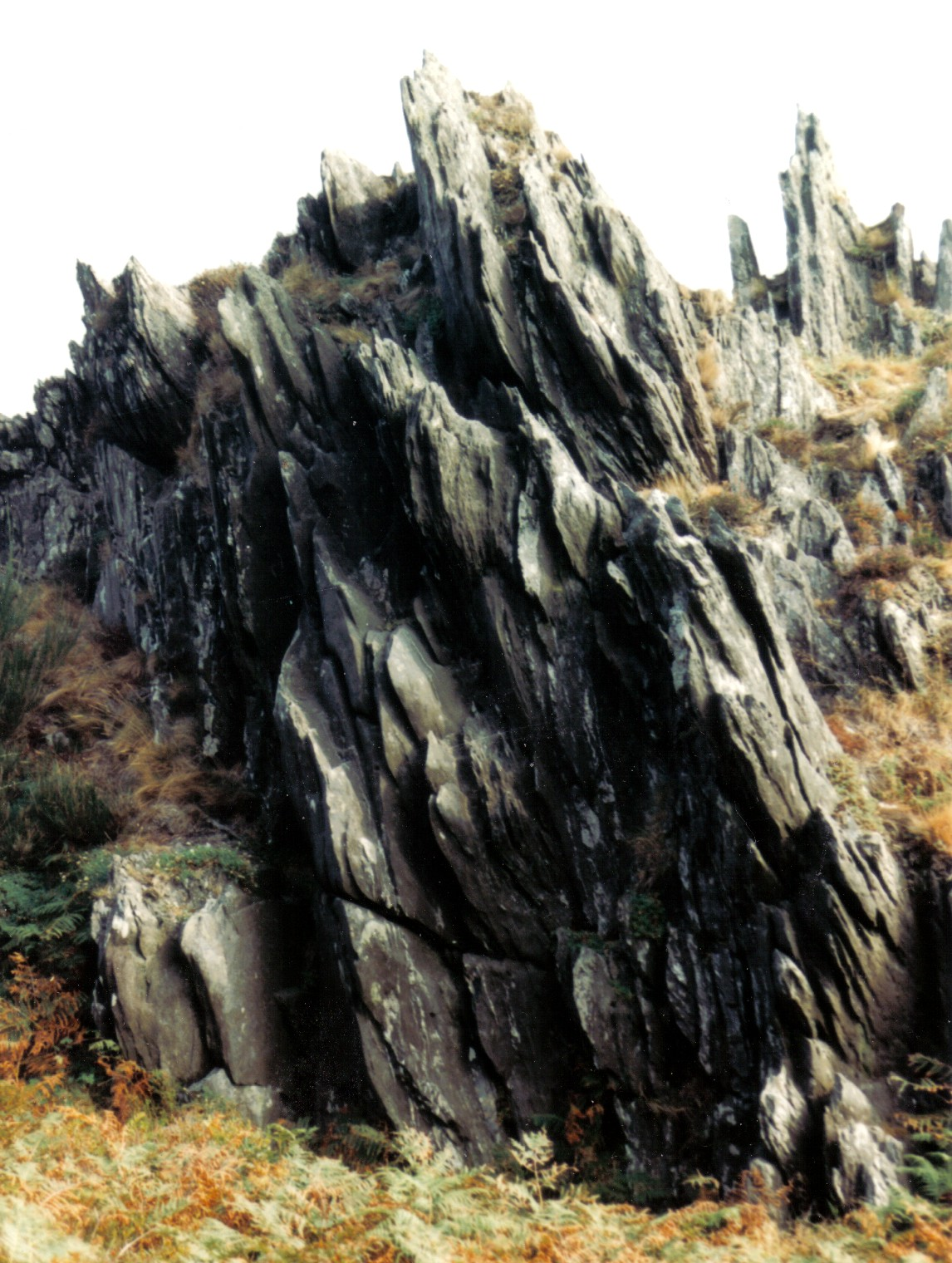
Roc'h Trevezel

De Monts d'Arrée (Bretons: Menez Are) is een bergketen in het westen van Bretagne. De Monts d'Arrée scheiden de twee historische landstreken in het departement Finistère, Léon en Cornouaille. Het hoogste punt van de bergketen is de Roc'h Ruz met 385 meter. Andere heuveltoppen zijn de Roc'h Trevezel (383 meter), de Mont Saint-Michel de Brasparts (381 meter) en de Rochers du Cragou (283 meter).
De Monts d'Arrée vormt een onderdeel van het parc naturel régional d'Armorique dat werd opgericht in 1969.